# Brouzet-lès-Alès
Brouzet-lès-Alès is een gemeente in het Franse departement Gard (regio Occitanie) en telt 517 inwoners (2004). De plaats maakt deel uit van het arrondissement Alès.

## Geografie
De oppervlakte van Brouzet-lès-Alès bedraagt 13,1 km², de bevolkingsdichtheid is 39,5 inwoners per km².

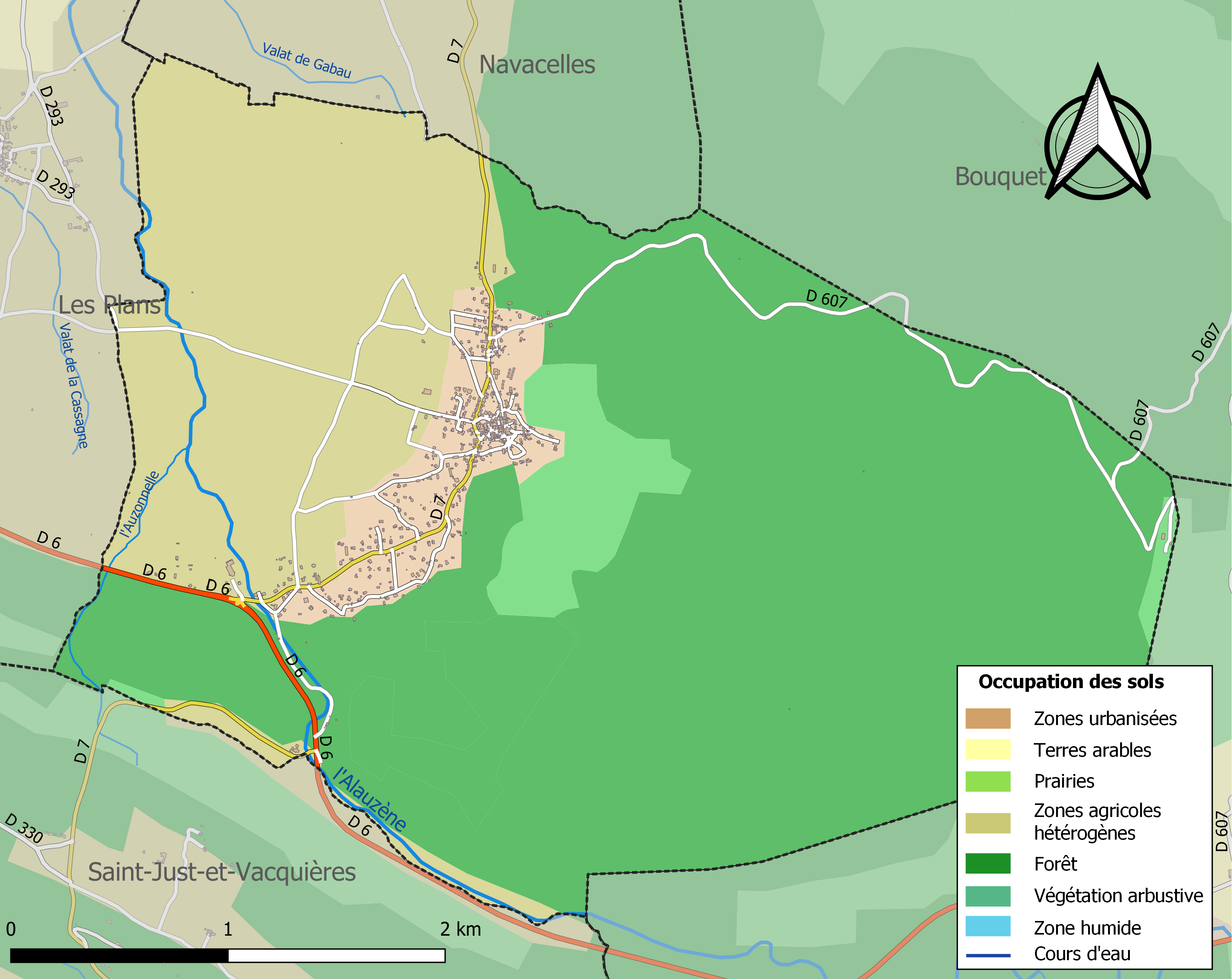
Kaart van de gemeente met de belangrijkste infrastructuur, bodemgebruik en omliggende gemeenten

## Demografie
Onderstaande figuur toont het verloop van het inwonertal (bron: INSEE-tellingen).